# Heliotropium circinatum
Heliotropium circinatum är en strävbladig växtart som beskrevs av August Heinrich Rudolf Grisebach. Heliotropium circinatum ingår i Heliotropsläktet som ingår i familjen strävbladiga växter. Inga underarter finns listade i Catalogue of Life.